# Andy Cohen
Andrew Joseph Cohen, detto Andy (Saint Louis, 2 giugno 1968), è un conduttore televisivo, imprenditore e blogger statunitense.
È l'attuale vice presidente esecutivo responsabile della programmazione e dello sviluppo del canale televisivo via cavo Bravo, filiale di NBC Universal. Inoltre Cohen conduce alcuni show televisivi fra cui la trasmissione settimanale di attualità Watch What Happens Live.

## Biografia
Andy è nato a St. Louis, Missouri, da Evelyn e Lou Cohen.  Ha una sorella, Emily Rosenfeld. È ebreo, con radici in Polonia, Russia e Lituania. Cohen si è diplomato alla Clayton High School nel 1986. Si è laureato alla Boston University in giornalismo televisivo. Ha scritto per il quotidiano studentesco della Boston University, The Daily Free Press. Successivamente ha iniziato alla CBS News insieme a Julie Chen, che lavorava anche come stagista.

## Vita privata
Cohen è il primo conduttore apertamente gay di un talk show americano a tarda notte.  Nel dicembre 2018, ha annunciato che sarebbe diventato padre nel 2019 con l'aiuto di una madre surrogata.  Suo figlio, Ben, è nato il 4 febbraio 2019. Sua figlia, Lucy, è nata il 29 aprile 2022.

## Filmografia

### Televisione
- Sex and the City – serie TV, episodio 6x13 (2004)
- Alpha House – serie TV, episodio 2x09 (2014)
- The Comeback – serie TV, episodio 2x01 (2014)
- Inside Amy Schumer – sketch comedy, episodio 4x09 (2016)
- Unbreakable Kimmy Schmidt – serie TV, episodio 3x12 (2017)
- Difficult People – serie TV, episodio 3x10 (2017)
- Riverdale – serie TV, episodio 2x16 (2018)
- The Other Two – serie TV, episodio 1x06 (2019)
- Gossip Girl – serie TV, episodio 2x10 (2023)
- La pazza storia del mondo, Parte II (History of the World, Part II) – serie TV, episodio 1x07 (2023)
- American Horror Story – serie TV, episodio 12x01 (2023)

### Doppiatore
- Moon Girl e Devil Dinosaur – serie animata (2023)

### Video musicali
- G.U.Y. di Lady Gaga (2013)